# Steinbach (Dürschbach)
Der Steinbach ist ein Fließgewässer zwischen Obersteinbach in Bergisch Gladbach und Dürscheider Hütte in der Gemeinde Kürten. 

## Geographie

### Verlauf
Der Steinbach entspringt in der Flur Auf’m Siefenland in der Nähe der Ortschaft Obersteinbach auf einer Höhe von 209 m ü. NHN und fließt dann durch Wiesengebiete an Untersteinbach vorbei und mündet anschließend Im Tönnesberg bei Dürscheider Hütte auf einer Höhe von 164 m in den Dürschbach. Der Steinbach hat keine identifizierbaren Nebengewässer.

### Einzugsgebiet
Das 1,39 km² große Einzugsgebiet liegt im Naturraum Bärbroicher Höhe auf dem Gebiet der Stadt Bergisch Gladbach und der Gemeinde Kürten. Es wird über Dürschbach, Sülz, Agger, Sieg und Rhein zur Nordsee entwässert.
Das Einzugsgebiet grenzt
- im Westen an das des Asselborner Bachs, einem Zufluss der Strunde
- im Nordwesten an das der Strunde
- im Süden an das des Silberkauler Siefens
- ansonsten an den aufnehmenden Dürschbach.

In der Aue des Bachs dominiert Waldgelände, ansonsten überwiegen landwirtschaftlich genutzte Flächen.
Benannte Höhen sind der Tönnesberg (193 m) und der Rottlandsberg  (209 m) auf der rechten Seite des Laufs.
An Siedlungen liegen im Einzugsbereich die Wohnplätze Obersteinbach, Untersteinbach, Keller und Dürscheider Hütte.

## Etymologie
Der Bach ist Namensgeber der beiden Ortschaften Ober- und Untersteinbach. Ebenso liegt links vom Gewässer die Flur Auf’m Steinufer.